# Eldena
För andra betydelser, se Eldena (olika betydelser).
Eldena  är en kommun och ort i Landkreis Ludwigslust-Parchim i förbundslandet Mecklenburg-Vorpommern i Tyskland. 
Kommunen ingår i kommunalförbundet Amt Grabow tillsammans med kommunerna Balow, Brunow, Dambeck, Gorlosen, Grabow, Karstädt, Kremmin, Milow, Möllenbeck, Muchow, Prislich och Zierzow.

## Geografi
Kommunen är belägen 14 kilometer sydväst om Ludwigslust vid floden Elde i distriktet Ludwigslust-Parchim.
Kommunen Eldena har följande ortsdelar: Eldena, Güritz,  Krohn och Stuck.

## Historik
Eldena omnämns för första gången 1229 i en urkund, då cisterciensorden grundade ett nytt nunnekloster på denna plats. 
1835 drabbades orten av en stor brand, som förstörde också klosterkyrkan, som hade varit den sista resten av klostret som fanns kvar i orten. På klosterkyrkans plats uppfördes en ny kyrka i nygotisk stil från 1835 till 1839.

### Befolkningsutveckling

#### Befolkningsutveckling  i Eldena
Källa:

## Kommunikationer
Genom kommunen går förbundsvägen  (tyska: Bundesstraße) B 191.